# Sibongile Ndashe
Sibongile Ndashe é uma advogada sul-africana e activista de direitos humanos.

## Carreira
Sibongile Ndashe está envolvida na lei de interesse público desde 1999. Ndashe tem um Bacharel em Direito pela Universidade do Cabo Ocidental. Ela começou a sua carreira como escritora de artigos no Legal Resources Center, na África do Sul.
Em 2001, Ndashe trabalhou com Johann Kriegler e Kate O'Regan como investigadora no Tribunal Constitucional da África do Sul. Foi também assessora jurídica no Women's Legal Center de 2002 a 2007, onde se concentrou em casos envolvendo os direitos das mulheres. Ndashe trabalhou como advogada no Centro Internacional para a Protecção Jurídica dos Direitos Humanos (Interights) entre 2007 e 2013. Enquanto lá laborou, trabalhou em casos em toda a região da África Austral envolvendo direitos humanos, discriminação e casos perante a Comissão Africana dos Direitos Humanos e dos Povos.
Ndashe fundou a Iniciativa para o Contencioso Estratégico na África (ISLA) em 2014 e actua como a sua directora executiva. O ISLA e Ndashe oferecem assessoria jurídica a advogados de países de África. Ela está particularmente interessada em apoiar movimentos regionais e domésticos para trazer casos de orientação sexual e questões de identidade de género aos tribunais e quer uma descriminalização incremental da homossexualidade. Ndashe ajudou a estabelecer a Rede Africana de Advogados de Direitos LGBTI (ALRILaN) para ajudar os advogados que trabalham nesses casos e apoiou casos de LGTBI no Tribunal Africano dos Direitos Humanos e dos Povos.

## Detenção em 2017 na Tanzânia
Em outubro de 2017, Ndashe viajou para a Tanzânia com um advogado sul-africano e um advogado ugandês, todos membros da ISLAN, para se reunir com membros da Comunidade de Saúde e Educação e Advocacia (Chesa), uma organização de direitos das trabalhadoras do sexo na Tanzânia. Eles se encontraram em um hotel em Dar es Salaam para discutir como desafiar uma lei de outubro de 2016 que proíbe projectos de HIV / SIDA voltados a homens gays e o encerramento de muitas clínicas de saúde privadas da Tanzânia que fornecem tratamento para HIV / SIDA. A polícia invadiu a reunião e prendeu três advogados, nove membros da Chesa e o gerente do hotel por "promover a homossexualidade", o que é ilegal na Tanzânia. Ndashe sustentou que o grupo não havia violado nenhuma lei, já que a reunião não era sobre a homossexualidade, mas sobre o acesso geral ao tratamento de HIV / SIDA; No entanto, o grupo permaneceu detido por 10 dias, muito além do limite de 24 horas na lei da Tanzânia. Ndashe foi libertada e foi deportada para a África do Sul por volta de 28 de outubro. Ela pretende processar o governo da Tanzânia pelo tratamento.